# Supernatural (4.ª temporada)
A quarta temporada de Supernatural, uma série de televisão americana de fantasia e terror criada por Eric Kripke, estreou no dia 18 de setembro de 2008 na The CW e terminou em 14 de maio de 2009, sendo composta por 22 episódios. Esta temporada se concentra nos irmãos Sam (Jared Padalecki) e Dean Winchester (Jensen Ackles) encontrando anjos pela primeira vez em suas vidas como caçadores de sobrenatural; isso marca a introdução do eventual regular da série, o anjo Castiel (Misha Collins). Enquanto lidam com os novos poderes de Sam e o retorno de Dean do Inferno e sua memória de seu tempo passado lá, eles tentam parar a líder demoníaca Lilith que está tentando libertar Lúcifer sobre a Terra. A temporada foi lançada em DVD e Blu-ray na região 1 em 1 de setembro de 2009, na região 2 em 2 de novembro de 2009, e na região 4 em 6 de janeiro de 2010.

## Elenco

### Principal
| Intérprete      | Personagem      | Episódios |
| --------------- | --------------- | --------- |
| Jared Padalecki | Sam Winchester  | 22        |
| Jensen Ackles   | Dean Winchester | 22        |

### Recorrente
| Intérprete                           | Personagem       | Episódios |
| ------------------------------------ | ---------------- | --------- |
| Misha Collins                        | Castiel          | 12        |
| Genevieve Cortese                    | Ruby             | 11        |
| Jim Beaver                           | Bobby Singer     | 7         |
| Mark Rolston / Christopher Heyerdahl | Alastair         | 5         |
| Julie McNiven                        | Anna Milton      | 5         |
| Robert Wisdom                        | Uriel            | 4         |
| Traci Dinwiddie                      | Pamela Barnes    | 3         |
| Kurt Fuller                          | Zacarias         | 3         |
| Katherine Boecher                    | Lilith           | 2         |
| Rob Benedict                         | Chuck Shurley    | 2         |
| Jake Abel                            | Adam Milligan    | 1         |
| Charles Malik Whitfield              | Victor Henriksen | 1         |
| Chris Gauthier                       | Ronald Reznick   | 1         |
| Nicki Aycox                          | Meg Masters      | 1         |
| Lindsey McKeon                       | Tessa            | 1         |

## Desenvolvimento
A mitologia da série foi expandida ainda mais na quarta temporada com a introdução dos anjos. A principio, o criador da série Eric Kripke não tinha interesse em introduzir anjos, acreditando que Deus operou através de caçadores em vez de anjos. No entanto, com tantos vilões demoníacos, ele mudou de ideia quando percebeu que a série precisava de anjos para criar uma "batalha cósmica". Como Kripke disse, "Nós tivemos o império, mas nós realmente não temos a rebelião". Kripke sempre quis ter uma história com poucos personagens centrais, mas tendo grandes batalhas no fundo, comparável a Star Wars e O Senhor dos Anéis, e a introdução de anjos permitiria isso para Supernatural. Ele descobriu que este conceito abriu muitas novas histórias. Embora originalmente foi planejado que a quarta temporada iria apresentar uma "guerra total de anjos e demônios", cortes orçamentais forçaram os roteiristas a mudarem seus planos, tornando-a "menor, mais contida, subterrânea, mais estilo guerrilheiro". Kripke sente que isso acabou beneficiando a série, acreditando que os episódios centrados nos irmãos são mais interessantes do que os "épicos". Assim, a guerra foi retratada na maneira "desalinhada, angustiada, jeito Sobrenatural" dos escritores ao focalizar mais nos personagens do que nas lutas. A equipe de redação considerou que a mitologia da quarta temporada tinha sido a melhor desde a primeira temporada.

## Recepção
Diana Steenberg do IGN achou que  Supernatural fez a transição de "uma série bem boa para uma série mais do que boa". Elogiou Misha Collins pela forma como interpretou o anjo Castiel e considerou que as interações entre Dean e Castiel foram "um dos pontos altos da temporada". June L. do Monsters and Critics disse que a série se manteve "intrigante e divertida e deu muito que pensar aos espectadores em termos da análise filosófica da natureza do bem e do mal." 

## Episódios
| Nº em geral | Nº na temporada | Título                                                                                | Diretor(es)     | Escritor(es)                                                      | Exibição               | Audiência |
| --- | --------------- | ------------------------------------------------------------------------------------- | --------------- | ----------------------------------------------------------------- | ---------------------- | --------- |
| 61 | 1               | "Lazarus Rising" "(A Ressurreição de Lázaro)"                                         | Kim Manners     | Eric Kripke                                                       | 18 de setembro de 2008 | 3.96      |
| DEAN RETORNA - São quatro meses depois e Dean (Jensen Ackles) acorda em uma caixa de pinho. Ele foi libertado do inferno. Ele tem uma alegre reunião com Sam (Jared Padalecki) e Bobby (Jim Beaver), mas não demora muito para que os três se perguntem o que exatamente tirou Dean do Inferno e o que ele vai querer em troca. |                 |                                                                                       |                 |                                                                   |                        |           |
| 62 | 2               | "Are You There, God? It's Me, Dean Winchester" "(Deus Está? Sou Eu, Dean Winchester)" | Phil Sgriccia   | História por: Sera Gamble & Lou Bollo Roteiro por: Sera Gamble    | 25 de setembro de 2008 | 3.18      |
| MEG E O AGENTE HENRIKSEN VOLTAM PARA ASSOMBRAR SAM E DEAN - Sam (Jared Padalecki) e Dean (Jensen Ackles) ficam chocados quando os espíritos de Meg (ator convidado Nicki Aycox) e o agente Henriksen (ator convidado Charles Malik Whitfield) aparecem e acusam os Winchesters de fracassarem. Embora sacudidos, os irmãos devem se unir para salvar Bobby (ator convidado Jim Beaver), que está muito aleijado com a culpa para lutar contra os fantasmas irritados das crianças que ele não pôde salvar. |                 |                                                                                       |                 |                                                                   |                        |           |
| 63 | 3               | "In the Beginning" "(No Início)"                                                      | Steve Boyum     | Jeremy Carver                                                     | 2 de outubro de 2008   | 3.51      |
| DEAN DESCOBRE A VERDADE SOBRE SEUS PAIS EM UM EPISÓDIO DE FLASHBACK - Dean (Jensen Ackles) é transportado de volta no tempo e fica chocado quando aterrissa em Lawrence, Kansas. No entanto, esse choque se transforma em espanto depois que ele encontra um jovem John Winchester (ator convidado Matt Cohen) e Mary (atriz convidada Amy Gumenick) que acabaram de se apaixonar. Dean não tem certeza do por que ele foi mandado de volta, então ele começa a aproveitar o tempo com seus pais e seu avô recém-encontrado (Mitch Pileggi, "Arquivo X"), que pode estar escondendo um segredo que é a chave para Sam (Jared Padalecki) e toda a situação de Dean.                                                                                                 |                 |                                                                                       |                 |                                                                   |                        |           |
| 64 | 4               | "Metamorphosis" "(Metamorfose)"                                                       | Kim Manners     | Cathryn Humphris                                                  | 9 de outubro de 2008   | 3.15      |
| SAM E DEAN PERSEGUEM UM HOMEM QUE ESTÁ SE TRANSFORMANDO EM UM ANIMAL - Sam (Jared Padalekci) e Dean (Jensen Ackles) descobrem que Jack Montgomery (ator convidado Dameon Clark), um homem de família, está se transformando em um Rugaru, uma criatura que começa como um humano, mas se transforma em um monstro comedor de carne. As pessoas que estão infectadas não entendem o que está acontecendo até que elas se transformem em canibais e comam outra pessoa. Entendendo o que é ser vítima de um destino distorcido, Sam acredita que pode argumentar com Jack e convencê-lo a controlar seus impulsos. Dean não acha que o comportamento animalesco de Jack pode ser subjugado e decide que a única coisa honrosa a fazer é atirar nele.                 |                 |                                                                                       |                 |                                                                   |                        |           |
| 65 | 5               | "Monster Movie" "(Filme de Monstro)"                                                  | Robert Singer   | Ben Edlund                                                        | 16 de outubro de 2008  | 3.06      |
| TODO O EPISÓDIO EM PRETO E BRANCO - Dean (Jensen Ackles) e Sam (Jared Padalecki) investigam vários assassinatos na Oktoberfest. A primeira vítima foi encontrada com marcas de mordida em seu pescoço, tipico de um vampiro, enquanto a segunda vítima tem feridas que parecem um ataque de lobisomem. Depois que uma múmia surge de sua cripta, Dean determina que um metamorfo está aterrorizando a cidade virando monstros icônicos dos antigos filmes de Hollywood. |                 |                                                                                       |                 |                                                                   |                        |           |
| 66 | 6               | "Yellow Fever" "(Febre Amarela)"                                                      | Phil Sgriccia   | Andrew Dabb & Daniel Loflin                                       | 23 de outubro de 2008  | 3.25      |
| DEAN É INFECTADO POR UMA DOENÇA FANTASMA - Sam (Jared Padalecki) e Dean (Jensen Ackles) investigam as misteriosas mortes de vários homens que aparentemente morreram de medo. Eles visitam uma das vítimas no necrotério, e Dean fica infectado com a doença, que começa como uma ansiedade geral, e então passa para o terror que acaba com o coração. Sam e Bobby (ator convidado Jim Beaver) devem encontrar a raiz da doença antes que Dean morra e seja mandado de volta ao inferno. |                 |                                                                                       |                 |                                                                   |                        |           |
| 67 | 7               | "It's the Great Pumpkin, Sam Winchester" "(Dia das Bruxas)"                           | Charles Beeson  | Julie Siege                                                       | 30 de outubro de 2008  | 3.55      |
| É HALLOWEEN E CASTIEL RETORNA COM URIEL, UM ANJO ESPECIALISTA - São poucos dias antes do Halloween e Sam (Jared Padalecki) e Dean (Jensen Ackles) investigam duas mortes misteriosas em uma pequena cidade. Os irmãos encontram bolsas hexadecimais e deduzem que uma bruxa está sacrificando pessoas para convocar um demônio perigoso chamado Samhain. Castiel (ator convidado Misha Collins) chega na cidade e diz a Sam e Dean que a libertação de Samhain é um dos Selos que levará a libertação de Lúcifer, então Castiel trouxe um anjo especialista chamado Uriel (ator convidado Robert Wisdom) para ajudar a resolver a situação. |                 |                                                                                       |                 |                                                                   |                        |           |
| 68 | 8               | "Wishful Thinking" "(A Fonte dos Desejos)"                                            | Robert Singer   | História por: Ben Edlund & Lou Bollo Roteiro por: Ben Edlund      | 6 de novembro de 2008  | 3.24      |
| UM DESEJO QUE REALMENTE FUNCIONA TRAZ CAOS - Sam (Jared Padalecki) e Dean (Jensen Ackles) investigam uma pequena cidade onde a fonte dos desejos realmente funciona. Um ursinho de pelúcia ganha vida, alguém ganha na loteria e o nerd da cidade fica com uma namorada gostosa. Os irmãos percebem que, enquanto todos estão felizes, o resultado final será desastroso. |                 |                                                                                       |                 |                                                                   |                        |           |
| 69 | 9               | "I Know What You Did Last Summer" "(Eu Sei o Que Você Fez no Verão Passado)"          | Charles Beeson  | Sera Gamble                                                       | 13 de novembro de 2008 | 2.94      |
| SAM E DEAN ENCONTRAM ANNA, UMA GAROTA QUE PODE OUVIR OS ANJOS - Ruby (atriz convidada Genevieve Cortese) diz a Sam (Jared Padalecki) e Dean (Jensen Ackles) que um poderoso demônio chamado Alastair (ator convidado Mark Rolston) está procurando por uma garota chamada Anna (Julie McNiven) que pode ouvir os anjos. Os três partem para encontrar Anna, mas quando o fazem, Alastair os ataca e Ruby escapa com a garota. Duvidando da ajuda de Ruby, Dean confronta Sam por confiar nela, então Sam diz a ele o que aconteceu durante aqueles meses em que Dean estava no inferno e como Ruby salvou sua vida. Castiel (ator convidado Misha Collins) e Uriel (ator convidado Robert Wisdom) retornam e exigem levar Anna, mas não pela razão que Dean pensa. |                 |                                                                                       |                 |                                                                   |                        |           |
| 70 | 10              | "Heaven and Hell" "(Céu e Inferno)"                                                   | J. Miller Tobin | História por: Trevor Sands Roteiro por: Eric Kripke               | 20 de novembro de 2008 | 3.34      |
| ANJOS VS DEMÔNIOS - Anna (atriz convidada Julie McNiven) se lembra de seu passado e Sam (Jared Padalecki) e Dean (Jensen Ackles) finalmente entendem porque Castiel (ator convidado Misha Collins) e Uriel (ator convidado Robert Wisdom) a querem morta. No entanto, eles não concordam com as ordens dos anjos e tentam ajudar Anna a restaurar uma parte importante de seu passado para que ela possa ser salva. Enquanto isso, Alastair (ator convidado Mark Rolston) e seus demônios continuam se aproximando de Anna e dos irmãos. |                 |                                                                                       |                 |                                                                   |                        |           |
| 71 | 11              | "Family Remains" "(Vestígios de Família)"                                             | Phil Sgricci    | Jeremy Carver                                                     | 15 de janeiro de 2009  | 2.98      |
| O PIOR TIPO DE MONSTRO - Sam (Jared Padalecki) e Dean (Jensen Ackles) investigam a aparência de uma jovem fantasma em uma casa abandonada, mas as coisas ficam mais complicadas quando uma família se muda. Os irmãos não conseguem que a família saia, mas quando o filho é seqüestrado, eles pedem ajuda para Sam e Dean para resgatar o menino. |                 |                                                                                       |                 |                                                                   |                        |           |
| 72 | 12              | "Criss Angel Is a Douchebag" "(Criss Angel é um Idiota)"                              | Robert Singer   | Julie Siege                                                       | 22 de janeiro de 2009  | 3.06      |
| CONVENÇÃO DE MÁGICOS - Uma misteriosa morte atrai Sam (Jared Padalecki) e Dean (Jensen Ackles) para uma cidade cheia de mágicos da velha escola. Sua investigação os leva a Charlie (ator convidado John Rubinstein), Jay (ator convidado Barry Bostwick) e Vernon (ator convidado Richard Libertini), três amigos que eram mágicos famosos em sua época, mas agora foram substituídos por magos mais jovens e brilhantes. Um deles fez um acordo para adquirir poderes mágicos reais, mas o preço era extremamente alto. Sam e Dean devem descobrir uma maneira de reverter o feitiço antes que os outros sejam prejudicados. |                 |                                                                                       |                 |                                                                   |                        |           |
| 73 | 13              | "After School Special" "(Especial Depois da Aula)"                                    | Adam Kane       | Andrew Dabb & Daniel Loflin                                       | 29 de janeiro de 2009  | 3.56      |
| SAM E DEAN TRABALHAM NUMA ESCOLA - Sam (Jared Padalecki) e Dean (Jensen Ackles) se disfarçam para investigar uma série de assassinatos em sua antiga escola. O caso faz com que eles voltem no tempo lembrando como Sam encarou o valentão da escola enquanto Dean era o Senhor Popular. |                 |                                                                                       |                 |                                                                   |                        |           |
| 74 | 14              | "Sex and Violence" "(Sexo e Violência)"                                               | Charles Beeson  | Cathryn Humphris                                                  | 5 de fevereiro de 2009 | 3.37      |
| SAM E DEAN ENCARAM UMA SEREIA - Sam (Jared Padalecki) e Dean (Jensen Ackles) entram em uma pequena cidade em Iowa, onde três homens inexplicavelmente espancaram suas esposas até a morte. Os caras percebem que por trás dos assassinatos há uma sereia, uma criatura que pode assumir diferentes formas e precisa desesperadamente de amor e obriga as pessoas a se destruírem como demonstração de devoção. A sereia coloca Sam e Dean sob seu feitiço e põe os dois irmãos um contra o outro em uma luta até a morte. |                 |                                                                                       |                 |                                                                   |                        |           |
| 75 | 15              | "Death Takes a Holiday" "(A Morte Tira Férias)"                                       | Steve Boyum     | Jeremy Carver                                                     | 12 de março de 2009    | 2.84      |
| SAM E DEAN VÃO PARA O MUNDO ESPIRITUAL - Sam (Jared Padalecki) e Dean (Jensen Ackles) investigam uma pequena cidade onde as pessoas estão enganando a morte. Eles descobrem que os ceifeiros desapareceram, então pedem ajuda a Pamela (atriz convidada Traci Dinwiddie). Ela os envia ao mundo espiritual para encontrar respostas e eles ficam cara a cara com Alastair (ator convidado Christopher Heyerdahl), que tem sequestrado todos os ceifeiros para quebrar outro selo. |                 |                                                                                       |                 |                                                                   |                        |           |
| 76 | 16              | "On the Head of a Pin" "(Na Cabeça do Alfinete)"                                      | Mike Rohl       | Ben Edlund                                                        | 19 de março de 2009    | 2.95      |
| ALGUÉM ESTÁ MATANDO ANJOS - Alguém encontrou a espada de Lúcifer e a está usando para matar anjos. Castiel (ator convidado Misha Collins) e Uriel (ator convidado Robert Wisdom) capturam Alastair (ator convidado Christopher Heyerdahl) e pedem a Dean (Jensen Ackles) para usar as habilidades de tortura que ele aprendeu no inferno para extrair informações dele para que eles possam parar os assassinatos. Sam (Jared Padalecki) está preocupado que Dean não possa lidar com o trabalho, mas Dean concorda em fazê-lo. No entanto, quando Alastair revela algumas informações chocantes, o mundo de Dean é quebrado. |                 |                                                                                       |                 |                                                                   |                        |           |
| 77 | 17              | "It's a Terrible Life" "(Que Vida Terrível)"                                          | James L. Conway | Sera Gamble                                                       | 26 de março de 2009    | 3.13      |
| E SE OS WINCHESTERS NÃO FOREM CAÇADORES - Dean (Jensen Ackles) e Sam (Jared Padalecki) estão vivendo vidas muito normais e separadas. Dean é um homem corporativo que gosta de bebidas saudáveis e ouve rádio de notícias e estações de rock. Ele trabalha em uma empresa chamada Sandover Bridge & Iron Company, ao lado de Sam (Jared Padalecki), que está no suporte técnico. Parece que os dois não se conhecem. No entanto, depois que os colegas de trabalho começam a cometer suicídio em um ritmo alarmante, os dois se vêem trabalhando lado a lado para resolver os assassinatos. |                 |                                                                                       |                 |                                                                   |                        |           |
| 78 | 18              | "The Monster at the End of This Book" "(Monstro no Final do Livro)"                   | Mike Rohl       | História por: Julie Siege & Nancy Weiner Roteiro por: Julie Siege | 2 de abril de 2009     | 3.27      |
| LIVROS DE SUPERNATURAL - Sam (Jared Padalecki) e Dean (Jensen Ackles) ficam chocados ao descobrir uma série de livros intitulada "Sobrenatural", que detalha com precisão suas vidas como caçadores de demônios. Eles rastream o escritor, Carver Edlund (ator convidado Rob Benedict), que explica que ele tem visões dos irmãos e então escreve sobre eles. Chuck revela que Lilith (atriz convidada Katherine Boecher) está chegando e ela tem um plano para Sam. |                 |                                                                                       |                 |                                                                   |                        |           |
| 79 | 19              | "Jump the Shark" "(O Irmão)"                                                          | Phil Sgriccia   | Andrew Dabb & Daniel Loflin                                       | 23 de abril de 2009    | 2.70      |
| OUTRO IRMÃO WINCHESTER SURGE - Um garoto de 19 anos chamado Adam (ator convidado Jake Abel) liga para Sam (Jared Padalecki) e Dean (Jensen Ackles) em busca de John Winchester, alegando ser seu filho. Dean e Sam encontram Adam, assumindo que ele é um demônio tentando atrair seu pai. No entanto, eles descobrem que John era de fato o pai do menino e Adam lhes fala de sua educação "normal", o que enfurece Dean. |                 |                                                                                       |                 |                                                                   |                        |           |
| 80 | 20              | "The Rapture" "(A Forma de um Anjo)"                                                  | Charles Beeson  | Jeremy Carver                                                     | 30 de abril de 2009    | 2.95      |
| CASTIEL É LEVADO PARA O CÉU - Castiel (ator convidado Misha Collins) aparece para Dean (Jensen Ackles) em um sonho e diz que tem algo importante para dizer a ele, mas que precisavam se encontrar em algum lugar privado. Dean e Sam (Jared Padalecki) vão procurar por Castiel, mas em vez disso encontram Jimmy, a casca humana de Castiel, que tem apenas uma lembrança irregular de ser um anjo. Jimmy quer voltar para sua família e sua vida normal, mas Dean e Sam estão preocupados com sua segurança. |                 |                                                                                       |                 |                                                                   |                        |           |
| 81 | 21              | "When the Levee Breaks" "(Quando Se Rompe a Represa)"                                 | Robert Singer   | Sera Gamble                                                       | 7 de maio de 2009      | 2.79      |
| DEAN E BOBBY TRANCAM SAM NO QUARTO DO PANICO - Dean (Jensen Ackles) e Bobby (ator convidado Jim Beaver) trancam Sam (Jared Padalecki) no quarto do pânico para que ele possa desintoxicar do sangue de demônio. No entanto, enquanto Bobby vê mais selos sendo quebrados, ele diz a Dean que eles deveriam deixar Sam sair para ajudá-los a lutar contra o apocalipse iminente. Dean discorda e chama Castiel (ator convidado Misha Collins) em busca de ajuda. Sam e Dean têm um grande confronto. |                 |                                                                                       |                 |                                                                   |                        |           |
| 82 | 22              | "Lucifer Rising" "(A Ascensão de Lúcifer)"                                            | Eric Kripke     | Eric Kripke                                                       | 14 de maio de 2009     | 2.89      |
| A BATALHA ENTRE O CÉU E O INFERNO COMEÇA - O apocalipse está chegando, e Sam (Jared Padalecki) e Dean (Jensen Ackles) se preparam para a luta de maneiras muito diferentes. Sam se junta a Ruby (Genevieve Cortese) em uma corrida final para matar Lilith (estrela convidada Katherine Boecher), enquanto Castiel (ator convidado Misha Collins) e Zacarias (ator convidado Kurt Fuller) dizem a Dean que é hora de fazer sua parte em parar Lucifer. |                 |                                                                                       |                 |                                                                   |                        |           |